# John Yanta
John Walter Yanta (ur. 2 października 1931 w Runge, Teksas, zm. 6 sierpnia 2022 w San Antonio) – amerykański duchowny katolicki, biskup Amarillo w latach 1997-2008.

## Życiorys
Święcenia kapłańskie otrzymał 17 marca 1956 i inkardynowany został do archidiecezji San Antonio. Razem z nim święcenia otrzymał ks. Charles Grahmann, późniejszy biskup Dallas.
27 października 1994 papież Jan Paweł II mianował go biskupem pomocniczym San Antonio ze stolicą tytularną Naratcata. Sakry udzielił mu jego ówczesny zwierzchnik abp Patrick Flores. 
21 stycznia 1997 mianowany biskupem diecezjalnym Amarillo. Na emeryturę przeszedł 3 stycznia 2008. 
Odznaczony Krzyżem Oficerskim (1995) i Komandorskim (2019) Orderu Zasługi Rzeczypospolitej Polskiej.